# Rouhia (délégation)
Rouhia est une délégation tunisienne dépendant du gouvernorat de Siliana.
Selon un recensement de 2004, elle compte 29 991 habitants dont 15 376 hommes et 14 615 femmes répartis dans 5 452 ménages et 5 341 logements.